# Tal Farlow
Tal Farlow (Greensboro, 1921. június 7. – Manhattan, 1998. július 25.) amerikai dzsesszgitáros.

## Pályafutása
Farlow egyedül tanult meg gitározni − amit huszonkétévesen kezdett csak el. Az akkordokat úgy tanulta meg, hogy egy ukuleleszerűen hangolt mandolinon játszott. Később elmondta, hogy az ukulele volt az oka annak, hogy a gitáron a négy magasabb húrt használta a dallam- és akkordszerkezethez, a két alsó húrt pedig a basszus kontrapontjához, amit hüvelykujjal játszott. 
Éjszakai műszakban dolgozott, hogy a munkahelyi rádióban big bandzenét hallgathasson. Bix Beiderbecke-t, Louis Armstrongot és Eddie Langot hallgatta. Karrierjét jócskán befolyásolta, amikor megismerte Charlie Christian elektromos gitározását Benny Goodman zenekarában. Ekkor sajátmaga készített egy elektromos gitárt − ugyanis nem engedhette meg magának, hogy vegyen egyet.
Nagy, gyors kezei miatt a „polip” becenevet kapta.
1949-ben figyelt fel Farlowra a közönség, amikor Red Norvo-val és Charles Mingusszal trióban játszott. 1953-ban az Artie Shaw vezette Gramercy Five tagja volt. Két évvel később saját triót vezetett New Yorkban Vinnie Burke-kel és Eddie Costa-val.
Miután 1958-ban megnősült, és a New Jersey állambeli Sea Brightban telepedett le. Visszatért tanult szakmájához, a címfestéshez. Alkalmanként  előfordult a helyi klubokban.
1962-ben a Gibson Guitar Corporation Farlow részvételével elkészítette a Tal Farlow-gitárt. 1976-ban Farlow újra elkezdett felvételeket készíteni. 1981-ben egy dokumentumfilmet készítettek róla. Később a Tal Great Guitars tagjaként egy DVD-je készült, amelyet csak 2005-ben − jóval a halála után − adtak ki. Nyelőcsőrákban halt meg 1998-ban, 77 évesen.

## Albumok
- Tal Farlow Quartet (1954)
- The Tal Farlow Album (1954)
- The Artistry of Tal Farlow (1954)
- The Interpretations of Tal Farlow (1955)
- A Recital by Tal Farlow (1955)
- Tal (1956)
- The Swinging Guitar of Tal Farlow (1957)
- This Is Tal Farlow (1958)
- The Guitar Artistry of Tal Farlow (1959)
- Tal Farlow Plays the Music of Harold Arlen (1960)
- The Return of Tal Farlow (1969)
- Guitar Player (1974)
- Fuerst Set (1975)
- Trinity (1977)
- A Sign of the Times (1977)
- Second Set ( 1977)
- Tal Farlow '78 (1978)
- Chromatic Palette (1981)
- On Stage with Hank Jones, Red Norvo (1981)
- Cookin' on all Burners (1983)
- The Legendary Tal Farlow (1985)
- All Strings Attached (1987)
- At Ed Fuerst's (1988)
- Standards Recital with Philippe Petit (1991)
- Chance Meeting with Lenny Breau (1997)
- Complete 1956 Private Recordings (2002)

## Filmek
Talmage Farlow Documentary Film collection, 1979-2011

## Fordítás
Ez a szócikk részben vagy egészben  a   Tal Farlow című angol Wikipédia-szócikk ezen változatának fordításán alapul.  Az eredeti cikk szerkesztőit annak laptörténete sorolja fel. Ez a jelzés csupán a megfogalmazás eredetét és a szerzői jogokat jelzi, nem szolgál a cikkben szereplő információk forrásmegjelöléseként.